# Jacques Perrier
Jacques Perrier   (Bagnolet, 12 d'octubre de 1924 - Gassin, 23 de juny de 2015) fou un jugador i entrenador de bàsquet francès que jugava en la posició d'escorta.
El 1948 va prendre part en els Jocs Olímpics de Londres, on guanyà la medalla de plata en la competició de bàsquet. Entre 1946 i 1952 jugà 50 partits amb la selecció francesa. Posteriorment exercí d'entrenador en diferents equips francesos.